# Le Trioulou

Le Trioulou este o comună în departamentul Cantal, Franța. În 1 ianuarie 2022 avea o populație de 98 de locuitori.